# Deep Rock Galactic
Deep Rock Galactic è un videogioco sparatutto in prima persona cooperativo, sviluppato dallo studio danese Ghost Ship Games e pubblicato da Coffee Stain Publishing il 13 maggio 2020 per le piattaforme Xbox One e PC Microsoft Windows, dopo aver trascorso due anni in accesso anticipato. Il titolo è divenuto poi disponibile anche sui sistemi PlayStation 4 e PlayStation 5 a partire dal 4 gennaio 2022, e Xbox Series X/S dal 9 settembre 2022.
Il gioco è strutturato in missioni che richiedono il completamento di obiettivi di vario tipo, facendo uso di livelli sotterranei generati proceduralmente, che i giocatori possono scavare e distruggere liberamente, al fine di farsi strada negli intricati sistemi di caverne e cunicoli o raccogliere minerali ed altre risorse, mentre avversari controllati dall'intelligenza artificiale ostacolano il progresso della missione scelta.

## Trama
Il gioco è ambientato in un universo fantascientifico dove una squadra di quattro nani svolge varie missioni minerarie fornite da una compagnia conosciuta come Deep Rock Galactic. 
Il giocatore impersona uno dei nani assunti da una compagnia conosciuta come Deep Rock Galactic (DRG), in servizio sull'ostile pianeta alieno Hoxxes IV, ricco di minerali ed altre risorse preziose. Gli impiegati di Deep Rock Galactic sono chiamati a svolgere spedizioni all'interno della complessa rete di caverne del pianeta, trovandosi regolarmente a combattere la fauna locale e i robot di compagnie rivali. Successivamente al completamento di ogni missione, il gruppo di spedizione dovrà poi richiedere o riparare un mezzo per fuggire con i tesori raccolti e tornare a bordo della stazione spaziale, utilizzata come alloggio, armeria e base delle operazioni.

## Modalità di gioco
Ogni giocatore può selezionare una delle quattro classi di nano disponibili con cui giocare; queste sono l'Artigliere, specializzato nel combattere a lungo contro ondate di nemici, il Trivellatore, in grado di scavare il terreno molto rapidamente per creare tunnel o bunker, l'Ingegnere, che supporta la squadra con torrette automatiche e piazzando piattaforme, e l'Esploratore, che può muoversi agilmente presso aree difficilmente accessibili con il suo rampino ed illuminare l'area. Ciascuna classe può essere personalizzata con armi, potenziamenti, abilità ed oggetti cosmetici, sbloccabili tramite il completamento di incarichi o raggiungendo un determinato livello del personaggio o del giocatore.
Ogni classe ed equipaggiamento scelto copre quindi un ruolo specifico che fornisce determinati vantaggi alla sua squadra, incoraggiando i giocatori a complementare la composizione del gruppo scegliendo le classi mancanti.
Le partite supportano da uno a quattro giocatori in modalità cooperativa, all'interno di missioni generate proceduralmente sulla base di biomi prestabiliti che ne variano le risorse, l'aspetto dell'ambiente (interamente distruttibile) e i nemici da combattere. Selezionando una missione, è possibile modificarne il livello di difficoltà e decidere se aprire la partita al pubblico o agli amici (diventando host della sessione tramite peer-to-peer) o se giocare la partita in solitario. I possibili tipi di obiettivi richiesti dalla partita sono numerosi, richiedendo ad esempio di scavare una determinata quantità di minerali, raccogliere delle risorse naturali, proteggere una trivella automatizzata, costruire tubazioni per una raffineria, sconfiggere un boss ed altro ancora. Oltre a ciò, si aggiungono anche potenziali eventi generati casualmente durante lo svolgimento della partita, e modificatori di missione che ne variano il comportamento (qualche esempio include la presenza di nemici insoliti, una zona a bassa gravità o la caduta di meteoriti contenenti risorse speciali).
Nella maggior parte dei tipi di missioni disponibili, i giocatori sono scortati da un robot quadrupede chiamato M.U.L.E. o Molly, attraverso cui i giocatori possono interagire per depositare le risorse raccolte e liberare spazio dall'inventario del proprio personaggio, limitato in capienza. Nel caso in cui ci sia un solo giocatore nella partita, un ulteriore drone, chiamato Bosco, segue il giocatore per supportarlo nel combattimento e la raccolta di risorse.
I giocatori entrano nella mappa della missione attraverso un veicolo spaziale munito di trivella denominata Capsula da Sbarco; una volta completati gli obiettivi, è richiesto che almeno un giocatore della partita utilizzi un'altra Capsula da Sbarco per fuggire dal pianeta per completare con successo la missione. Quando un nano viene abbattutto, rimane sdraiato a terra in attesa che un altro giocatore venga a rianimarlo; se tutti i giocatori della partita vengono sconfitti e non rimane qualcuno per rianimare gli altri, la missione è considerata fallita.

## Personaggi

### Personaggi giocanti
I giocatori impersonano dei nani minatori, suddivisi in classi. All'inizio di ogni partita è possibile scegliere tra una delle quattro classi disponibili, con abilità ed equipaggiamenti unici fra di loro, che possono essere personalizzati e potenziati.

#### Trivellatore
Il trivellatore è un nano specializzato nello scavavare il terreno per creare tunnel, scale e bunker, e può distruggere rapidamente gli ostacoli, grazie alle trivelle e alle cariche esplosive di cui dispone. Utilizza armi che infliggono danni ed effetti ad area su gruppi di nemici, come il lanciafiamme o il cannone criogenico.

#### Ingegnere
L'ingegnere è un nano che dispone di un cannone per piattaforme, in grado di piazzare piattaforme scalabili con cui creare scale, ponti e tappare buchi nel terreno. Può anche costruire delle torrette automatiche che sparano automaticamente ai nemici nel loro raggio di azione. Dispone di armi utili principalmente per difendersi, specialmente a distanza ravvicinata, come il fucile a pompa, e armi secondarie con poche munizioni che infliggono ingenti danni a gruppi di nemici, come il lanciagranate.

#### Artigliere
L'artigliere è un nano che fa uso di un generatore di scudi per difendere la squadra dai nemici, e un fucile spara-teleferiche che permette ai nani di attraversare terreni scoscesi e fossati. Si specializza nel combattimento sia di singoli bersagli che gruppi di nemici, grazie ad armi in grado di sparare continuativamente per lunghi periodi di tempo, come la minigun,e l'hurricane,e armi secondarie che infliggono ingenti danni come il revolver pesante.

#### Esploratore
L'esploratore è un nano in grado di muoversi velocemente e con agilità nelle caverne grazie a un rampino personale, e può illuminare efficacemente le caverne (tipicamente nella totale oscurità) con un fucile lanciabengala ad alta intensità. Utilizza una varietà di armi che si adattano a situazioni diverse.

### Personaggi non giocanti
Esiste una varietà di personaggi non giocanti che sono regolarmente menzionati o fanno la loro apparizione in gioco.

#### Controllo Missione
Il Controllo Missione è un rappresentante della compagnia Deep Rock che supervisiona e gestisce i nani controllati dal giocatore, provvedendo alle loro necessità in missione e rimproverandoli quando non rispettano le regole.

#### M.U.L.E.
Spesso chiamato affettuosamente “Molly” dai nani, il Mining Utility Lift Engine (M.U.L.E.) è un robot a quattro zampe che segue i giocatori nella maggior parte delle missioni, agendo come punto di raccolta in cui depositare le risorse ottenute durante la partita.

#### Bosco
Bosco è un drone multifunzione che affianca il giocatore quando gioca in solitario senza la compagnia di altri utenti, compensando per la mancanza di compagni di squadra. È in grado di eseguire molte delle funzioni di cui sono capaci i giocatori, come scavare minerali, rianimare il nano se rimane incapacitato, sparare ai nemici o trasportare alcuni oggetti su richiesta.

#### Drilldozer
Soprannominato “Doretta” dai nani, il drilldozer è un veicolo automatizzato munito di una grande trivella con cui scava un tunnel attraverso il livello. Compare esclusivamente nella categoria di missione Servizio Di Scorta, in cui il giocatore deve scortare, proteggere e rifornire Doretta durante il viaggio, finché non raggiunge e completa la perforazione di un grande minerale chiamato Ommoran.

#### Karl
Karl è un nano che non fa mai la sua apparizione diretta in gioco, tuttavia viene spesso menzionato dagli altri nani con riverenza, solitamente facendo riferimento alle sue gesta eroiche e leggendarie.

## Accoglienza
| Testata                          | Giudizio |
| -------------------------------- | -------- |
| Metacritic (media al 11-01-2023) | 85/100   |
| Game Informer (13-05-2020)       | 8,5/10   |
| IGN (08-02-2022)                 | 9/10     |
| PC Gamer (07-07-2020)            | 7,9/10   |

Il gioco ha riscosso buon successo dalla critica. Alcune recensioni confrontano Deep Rock Galactic all'esperienza della serie di Left 4 Dead a causa delle loro similarità come sparatutto cooperativi, ed è anche paragonato a Minecraft in quanto entrambi utilizzano mondi generati proceduralmente che il giocatore può liberamente distruggere.
L'aggregatore di recensioni Metacritic esprime un voto di 85/100 indicando “recensioni generalmente positive”. Rock, Paper, Shotgun ha definito il titolo come “una gemma assoluta”, inserendolo nel 2020 nella sezione Bestest Best, la lista dei migliori giochi secondo il blog statunitense, rinnovandone poi l'interesse ad ottobre 2022, con un secondo articolo listato nella sezione Have you played?. IGN si è espresso molto positivamente sul gameplay, facendo tuttavia notare di aver avuto problemi alla stabilità di connessione nel multigiocatore online con una certa frequenza. Più critico PC Gamer durante il periodo di accesso anticipato, denotando frustrazione nel perdersi all'interno delle intricate caverne del gioco e la difficoltà nell'imparare come utilizzare in maniera efficace le quattro classi giocabili.
Il 10 gennaio 2023 Ghost Ship Games ha dichiarato di aver venduto oltre 5,5 milioni di copie tra tutte le piattaforme disponibili.